# Catedral de Pàdua
La basílica de la catedral de Santa Maria de l'Assumpció més coneguda simplement com a Catedral de Pàdua és el principal lloc de culte catòlic de la ciutat i de la diòcesi de Pàdua, almenys des del segle iv. La catedral basílica, dedicada a l'Assumpció de la Mare de Déu té el títol de basílica menor i també és parròquia. A l'interior es venera el cos de sant Daniel de Pàdua i sant Gregorio Barbarigo. L'edifici actual data del segle xvi. Té vista sobre la Piazza Duomo. Junt es troba el complex del bisbat.

## Història
És el tercer edifici construït al mateix lloc. El primer va ser erigit després de l'Edicte de Milà l'any 313 i destruït per un terratrèmol el 3 de gener de 1117. Va ser reconstruït en estil romànic: es pot veure com era l'església medieval als frescs de Giusto de Menabuoi a l'annex del Baptisteri.
A la darreria del segle xv, el bisbe Pietro Barozzi, volia una catedral «més moderna». Els mestres d'obres Andrea da Valle i Agostino Righetto, van dissenyar els plans, i s'hi van inspirar en una maqueta de Michelangelo Buonarroti que Barozzi havia portat d'una visita a l'obra del Sant Pere de Roma. El capítol va aprovar el projecte el 2 de gener de 1551 u el cardenal Francesco Pisani va beneir la primera pedre el 6 de maig de 1552. L'edifici en estil renaixentista té nogensmenys molt en comú amb les esglésies de Pàdua anteriors. Les obres van allargar-se fins al 1754 quan va ser consegrada pel cardenal Carlo Rezzonico, i la façana va quedar inconclusa.